# سارة أديسون ألين
سارة أديسون ألين (بالإنجليزية: Sarah Addison Allen)‏ هي مؤلفة أمريكية، ولدت في 30 مارس 1971 في آشفيل في الولايات المتحدة.

## وصلات خارجية
- الموقع الرسمي